# The Be Good Tanyas
The Be Good Tanyas er en canadisk musikalsk trio der spiller traditionel musik med indflydelse fra folk, country, og bluegrass. Bandet stammer fra British Columbia og spillede sine første koncerter i Vancouver sidst i 1990'erne. Deres musik bygger på stærke harmonier hvor bandets 3 kvindelige medlemmer alle bidrager.

## Bandmedlemmer
- Frazey Ford (guitar, sang),
- Samantha Parton (guitar, mandolin, banjo, sang), og
- Trish Klein (guitar, banjo, sang).

Jolie Holland er tidligere medlem af The Be Good Tanyas, men forfølger nu en solokarriere.

## Koncerter i Danmark
- Roskilde Festival, 2005

## Diskografi
- Blue Horse (2001)
- Chinatown (2003)
- Hello Love (2006)

## Eksterne links
- The Be Good Tanyas officielle website Arkiveret 16. august 2000 hos  Wayback Machine
- The Be Good Tanyas profil på www.allmusic.com